# John Brascia
John Brascia (11 de Maio de 1932 - 19 de Fevereiro de 2013), foi um ator e dançarino americano. Ficou conhecido pelos filmes de que participou dançando com Vera-Ellen em White Christmas (1954) e com Cyd Charisse e Liliane Montevecchi em Meet me in Las Vegas (1956). Formou, com a dançarina Tybee Arfa (1932-1982), a partir de 1957, a equipe de dança conhecida como Brascia e Tybee, apresentando-se nas melhores boates dos EUA, abrindo shows de artistas como Frank Sinatra, Lena Horne, Tony Martin e George Burns, entre outros. Casando-se em 1958, a dupla apareceu frequentemente nos programas de televisão The Ed Sullivan Show (1958-1966) e The Hollywood Palace (1967). Brascia começou a atuar no cinema sem dançar no início de 1967, culminando, em 1980, com The Baltimore Bullet, de que foi produtor, além de ter os créditos da história e do roteiro do filme.

## Broadway
Brascia estreou na Broadway em 11 de fevereiro de 1953, na versão musical do filme Nothing Sacred, intitulada Hazel Flagg, com música de Jule Styne e letras de Bob Hilliard. A produção foi supervisionada e coreografada por Robert Alton (que coreografou o filme White Christmas, com Brascia, um ano depois). Brascia ganhou um prêmio Donaldson por sua atuação no musical.
Brascia participou, junto com um elenco de 60, de The Magic Carpet Revue, New York-Paris-Paradise, espetáculo estrelado por Vera-Ellen que estreou no Hotel Dunes, em Las Vegas, em 23 de maio de 1955. No espetáculo, além de dançar com a amiga Vera-Ellen, Brascia teve a oportunidade de executar solos.

## Filmografia
- White Christmas (1954)
- Meet Me in Las Vegas (1956)
- The Ambushers (1967)
- The Wrecking Crew (1969)
- Executive Action (1973)
- Walking Tall (1973)
- Pray for the Wildcats (1974)
- S.W.A.T. (1975)
- Joe and Sons (1976)
- The Baltimore Bullet (1980)